# Corriente de Madagascar

Ubicación de la isla de Madagascar en el océano Índico, al este de la parte meridional del continente africano.

La corriente de Madagascar es una corriente oceánica que fluye hacia el norte cerca de la costa occidental de la isla de Madagascar (África) y es la única corriente que permitía a los marineros viajar desde el sur de África hasta la India.[cita requerida] Sin embargo, la corriente no es ni tan fuerte ni tan ancha como la opuesta corriente de las Agujas.